# Моргуново (Калінінградська область)
Моргуново (рос. Моргуново) — селище Гур'євського міського округу, Калінінградської області Росії. Входить до складу Добринського сільського поселення.
Населення —  327 осіб (2015 рік). 

## Населення
| 2002 | 2010 |
| ---- | ---- |
| 311  | ↗327 |